# Феоктистов Сергій Олександрович
Сергі́й Олекса́ндрович Феокти́стов (19 серпня 1984 — 26 вересня 2015) — солдат Збройних сил України, учасник російсько-української війни.

## Життєпис
Народився 1984 року в місті Горохів Волинської області, де здобув середню освіту, строкову службу проходив на транспортному аеродромі у Мелітополі; демобілізувавшись, 2008 року закінчив Горохівський коледж ЛНАУ.
Мобілізований 16 липня 2015 року, пройшов підготовку на полігоні в Старичах. Солдат, старший сапер інженерно-саперного взводу, 43-й окремий мотопіхотний батальйон «Патріот».
26 вересня 2015-го підірвався на міні поблизу Новгородського в районі Дзержинська — Горлівки.
Похований у Горохові, на Новому кладовищі.
Без Сергія лишилися батьки, старший брат.

## Нагороди та вшанування
За особисту мужність, сумлінне та бездоганне служіння Українському народові, зразкове виконання військового обов'язку відзначений — нагороджений
- орденом «За мужність» ІІІ ступеня (1.3.2016, посмертно)[1]
- 1 вересня 2016 року у горохівському НВК «школа-гімназія І—ІІІ ст.» відкрито меморіальну дошку випускнику Сергію Феоктистову.